# Mikołaj II Romanow
Mikołaj II Aleksandrowicz Romanow, ros. Николай II, Николай Александрович Романов (ur. 6 maja?/18 maja 1868 w Sankt Petersburgu, zm. w nocy z 16 na 17 lipca 1918 w Jekaterynburgu) – cesarz rosyjski, koronowany jako ostatni 14 maja?/26 maja 1896 w Moskwie, panujący w latach 1894–1917; syn Aleksandra III z dynastii Romanowów i jego żony carycy Marii Fiodorowny. Święty Kościoła prawosławnego.

## Życiorys

### Dzieciństwo

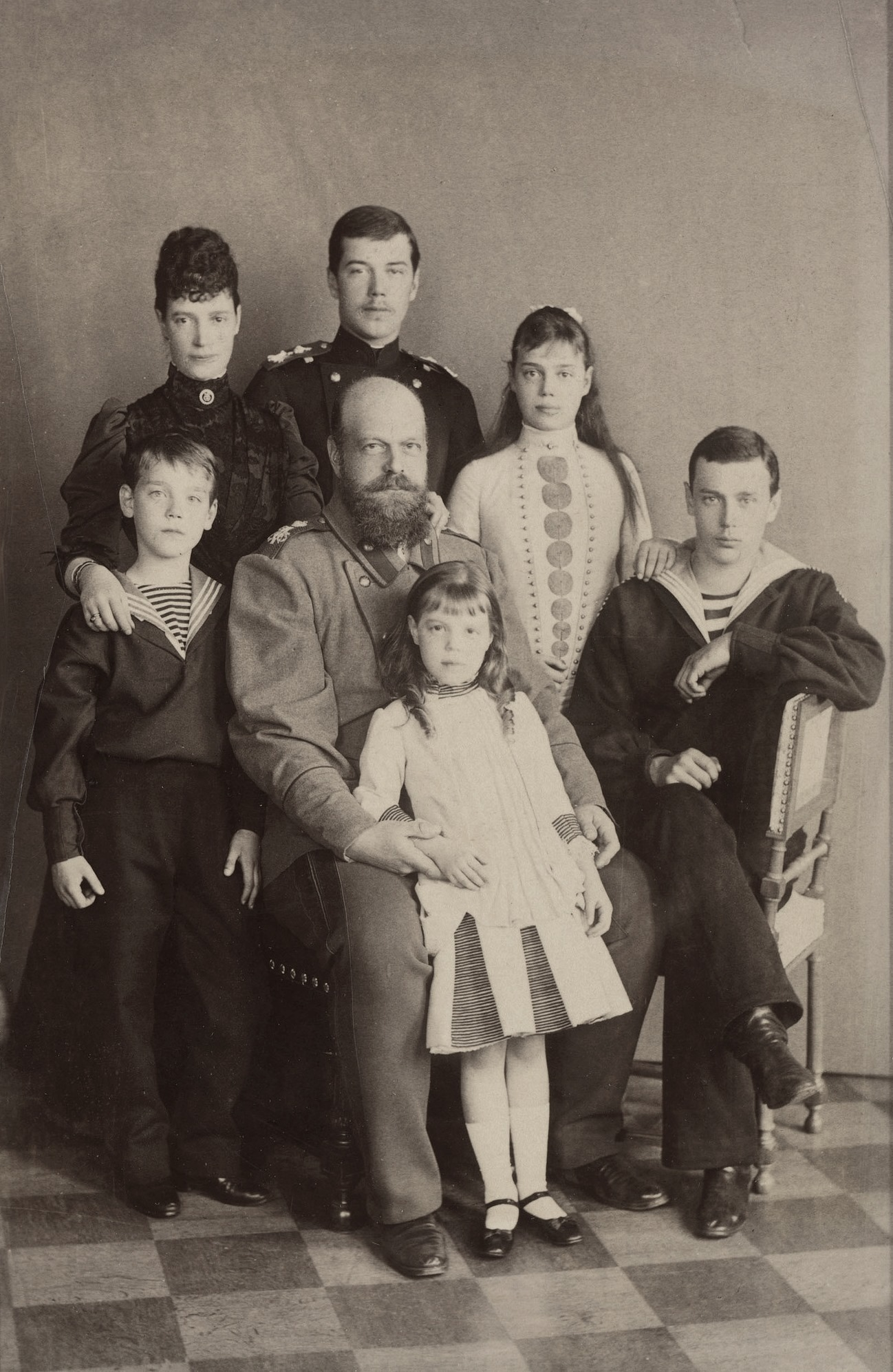
Przyszły car Mikołaj II (stoi w środku) z rodzicami i rodzeństwem

Mikołaj Aleksandrowicz Romanow urodził się 6 maja 1868 w pałacu carskim w Petersburgu jako pierwsze z sześciorga dzieci następcy tronu cesarskiego Aleksandra Aleksandrowicza Romanowa (późniejszego cesarza Aleksandra III) i jego żony Marii Fiodorowny. W dniu jego urodzin w Rosyjskim Kościele Prawosławnym przypadało wspomnienie św. Hioba, co Mikołaj II traktował w dorosłym życiu jako złą wróżbę, często powtarzając urodziłem się w dniu cierpiącego Hioba. Miał trzech braci: Aleksandra (zmarłego jako roczne dziecko), Jerzego i Michała oraz siostry Ksenię i Olgę. Dzieci Aleksandra III, na jego osobiste życzenie, były wychowywane z największą możliwą prostotą – twierdził, iż chce „mieć normalne rosyjskie dzieci, a nie cieplarniane roślinki”. Mikołaj i jego rodzeństwo spali na twardych łóżkach i myli się w zimnej wodzie, zaś plan każdego dnia był szczegółowo opracowany przez rodziców. Aleksander III w niewielkim stopniu zajmował się wychowaniem dzieci, o wiele więcej czasu poświęcała im cesarzowa Maria.
Mikołaj dorastał w poczuciu głębokiego respektu wobec ojca, podczas gdy matka bywała wobec niego nadopiekuńcza. Mimo tego Mikołaj miał do matki bezgraniczne zaufanie, co utrzymało się u niego przez całe życie. Dominująca pozycja ojca w rodzinie mogła skutkować wyrobieniem u Mikołaja postawy ukrywania swoich uczuć i niezdolności do samodzielnego podejmowania decyzji, zwłaszcza że to jemu, jako najstarszemu, Aleksander stawiał największe wymagania.
Dzieci Aleksandra III były wychowywane w prawie całkowitej izolacji od świata zewnętrznego. Zwłaszcza Mikołaj (nazwany Niki), chorowity w pierwszych latach życia, pozostawał pod szczególną opieką matki i osobistej niani. Do 13. roku życia mieszkał z rodziną w Pałacu Aniczkowskim w Petersburgu, następnie – w pałacu w Gatczynie. Z rodzeństwa najbliższy był mu o trzy lata młodszy Jerzy Aleksandrowicz Romanow. Jako dziecko Mikołaj wykazywał zdolności plastyczne, uczył się również języka angielskiego, francuskiego i niemieckiego. Mikołaj wykazywał duże chęci do nauki i chętnie czytał, chociaż zdaniem prywatnych nauczycieli większe zdolności wykazywał jedynie w dziedzinie historii i języków obcych, miał natomiast niechętnie odnosić się do faktu bycia najstarszym synem carewicza Aleksandra, a więc potencjalnym następcą tronu, gdy ojciec obejmie tron.
W 1881 Aleksander II zginął w zamachu i Mikołaj został następcą tronu Imperium Rosyjskiego. Program jego prywatnego kształcenia został rozszerzony o matematykę, ekonomię polityczną, historię, literaturę, geografię, podstawy prawa, teoretyczną wiedzę o wojskowości, a od 1887 także ćwiczenia wojskowe. Dotychczasowi nauczyciele Mikołaja zostali zastąpieni przez starannie wybranych specjalistów w tych dziedzinach: historyka Wasilija Kluczewskiego, ministra finansów Nikołaja Bunge i profesora prawa Michaiła Kapustina, zaś głównym wychowawcą carewicza został Konstantin Pobiedonoscew. W 1890 jego edukację uznano za zakończoną; pod względem wszechstronności dyscyplin, w jakich carewicz poszerzał wiedzę, był najstaranniej wykształconym z carów rosyjskich.
Mikołaj od pierwszych lat wychowywany był w duchu głęboko religijnym i miał szczerze interesować się doktryną prawosławną. Z dzieciństwa wyniósł również zainteresowanie literaturą rosyjską; jako nastolatek sam pisał opowiadania, głównie o charakterze satyrycznym. Ponadto od 1 stycznia 1882 do końca życia regularnie prowadził pamiętnik.
Mając szesnaście lat Mikołaj został formalnie uznany za pełnoletniego. 6 maja 1884 w czasie stosownej uroczystości w Pałacu Zimowym cesarzewicz złożył przysięgę wierności ojcu-cesarzowi, a następnie przysięgę wojskową na sztandar pułku kozackiego, którego był członkiem tytularnym.

### Młodość
Trzy lata później carewicz Mikołaj otrzymał stopień wojskowy porucznika i został włączony do składu Preobrażeńskiego Pułku Gwardii. Przez dwa miesiące mieszkał razem z innymi żołnierzami w koszarach. W kolejnych latach otrzymywał honorowo kolejne wysokie tytuły wojskowe: został komendantem I Baterii Kawalerii Gwardyjskiej i dowódcą Szwadronu Huzarów Gwardyjskiego Pułku Carskiej Wysokości. Był również tytularnym dowódcą V Austriacko-Węgierskiego Pułku Ułanów, którą to rangę otrzymał od cesarza Franciszka Józefa I. 17 października 1888 wyszedł cało z wypadku kolejowego, w czasie którego wykoleił się carski pociąg (zginęły 22 osoby).
Młody Mikołaj Aleksandrowicz prowadził ożywione życie towarzyskie, natomiast nie przejawiał żadnego zainteresowania polityką. Chcąc wdrożyć następcę tronu do jego przyszłych obowiązków, Aleksander III powołał go w dniu jego 21. urodzin do rady ministrów i do Rady Państwa. Mikołaj uczestniczył w posiedzeniach tych ciał, jednak rzadko zabierał głos, a wielu przekazywanych mu dokumentów – jak zanotował w pamiętniku – w ogóle nie czytał.
W 1890 dwudziestodwuletni Mikołaj nawiązał znajomość z tancerką Matyldą Krzesińską. Według Elisabeth Heresch był to jego pierwszy poważny związek z kobietą. Carewicz poznał Krzesińską w czasie dyplomowego spektaklu wychowanków dworskiego teatru, po zakończeniu którego występujące artystki zostały zaproszone do stołu razem z rodziną carską. Mikołaj był zauroczony młodą kobietą, jednak szczegóły ich znajomości nie są znane. Wiadomo jedynie, że kilkakrotnie spotykali się za kulisami Teatru Maryjskiego. Według Edwarda Radzinskiego sam Aleksander III zainspirował tę znajomość. Uznając, że dorastający syn – podobnie jak jego bracia – prędzej czy później nawiąże romans z kobietą, z którą nie będzie mógł się ożenić, sam znalazł odpowiednią kandydatkę. Również ojciec nakazał jednak carewiczowi przerwać tę znajomość, co Mikołaj uczynił. Według większości biografów Mikołaja już w tym okresie był on poważnie zainteresowany księżniczką heską Alicją, którą poznał w 1884 na ślubie wielkiego księcia Sergiusza Aleksandrowicza z jej siostrą Elżbietą. Mikołaj miał wtedy szesnaście lat i był cztery lata starszy od Alicji. Po raz drugi Mikołaj widział ją dopiero trzy lata później, jednak w swoim dzienniku zapisał, że jest zakochany w księżniczce heskiej. Jego zainteresowanie Alicją zostało dostrzeżone i skrytykowane przez rodziców, którzy uważali ją za niezbyt dobrą partię.
Chcąc dopełnić edukacji syna, Aleksander III wysłał go w październiku 1890 w podróż zagraniczną przez Egipt, Indie, Cejlon, Syjam, Singapur i Japonię, gdzie carewicz miał poznawać kulturę odwiedzanych państw i odbywać oficjalne wizyty. Car świadomie zdecydował się nie wysyłać syna na Zachód Europy, lecz na obszar, który uważał za cel rosyjskiego oddziaływania cywilizacyjnego. Podróż została przerwana w Japonii, gdzie Mikołaj został zaatakowany przez policjanta mieczem samurajskim i ranny w głowę. Cesarzewicz powrócił wówczas do kraju przez Zabajkale i Syberię. W maju 1891 we Władywostoku wziął udział w uroczystym rozpoczęciu budowy Kolei Transsyberyjskiej.

### Małżeństwo i wstąpienie na tron

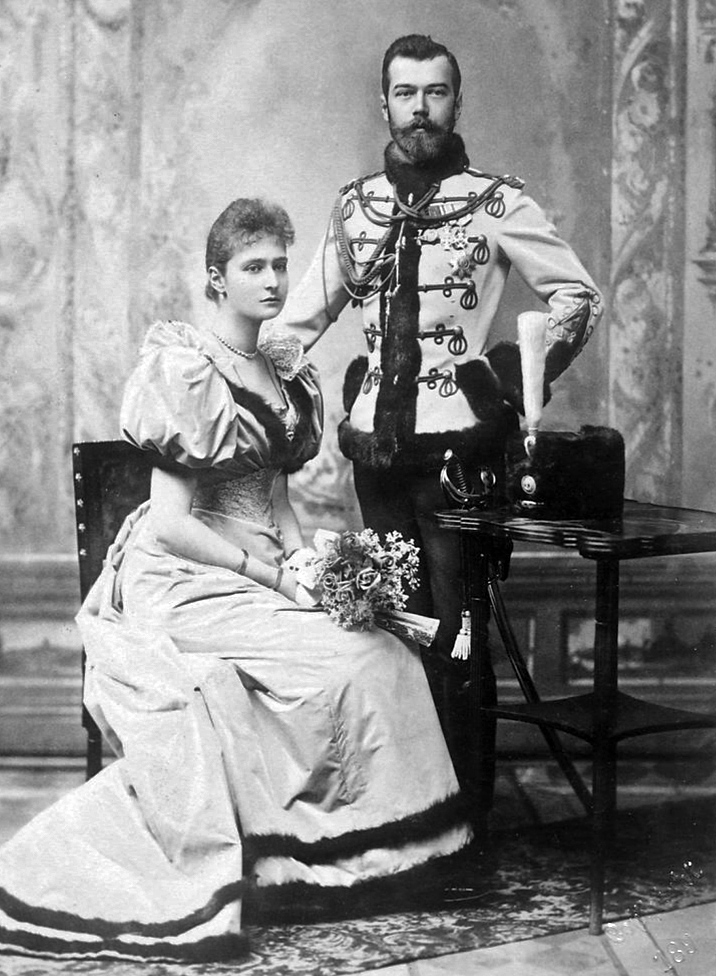
Oficjalne zdjęcie cesarzewicza Mikołaja i księżniczki heskiej Alicji po ogłoszeniu ich zaręczyn

Poszukiwania odpowiedniej małżonki dla przyszłego cesarza Rosji rozpoczęły się w 1889. Jako pierwsza kandydatka wymieniana była Małgorzata, młodsza siostra cesarza niemieckiego Wilhelma II. Ostatecznie została ona odrzucona z powodu obaw o stan zdrowia i odmowy zmiany wyznania z luterańskiego na prawosławne. Ten drugi powód stał się również przyczyną niepowodzenia starań rodziny carskiej o ślub cesarzewicza Mikołaja z Heleną, córką hrabiego Paryża, Filipa Orleańskiego. Rodzice Mikołaja pragnęli przy tym, by przyszłe małżeństwo ich syna było nie tylko korzystne pod względem dynastycznym, ale i szczęśliwe.
W latach 1892–1894 Mikołaj kontynuował romans z Matyldą Krzesińską, równocześnie deklarując uczucie do Alicji Heskiej i dążąc do przekonania rodziców do zaakceptowania tego związku. Przekonywał również księżniczkę heską do przyjęcia prawosławia, czemu ta początkowo stanowczo się przeciwstawiała. Ostatecznie Alicja zgodziła się na zmianę wyznania i 7 kwietnia 1894 zostały oficjalnie ogłoszone jej zaręczyny z cesarzewiczem Rosji. W październiku tego samego roku Alicja została przedstawiona carowi Aleksandrowi III – w tym celu udała się do rezydencji Romanowów w Liwadii. W tym samym czasie stan zdrowia ojca Mikołaja II pogorszył się na tyle, że carewicz objął w jego zastępstwie większość obowiązków państwowych. 20 października (1 listopada) 1894 Aleksander III zmarł. Tego samego dnia Mikołaj został ogłoszony jego następcą i przyjął od członków najbliższej rodziny oraz obecnych w Liwadii urzędników i wojskowych przysięgę wierności.

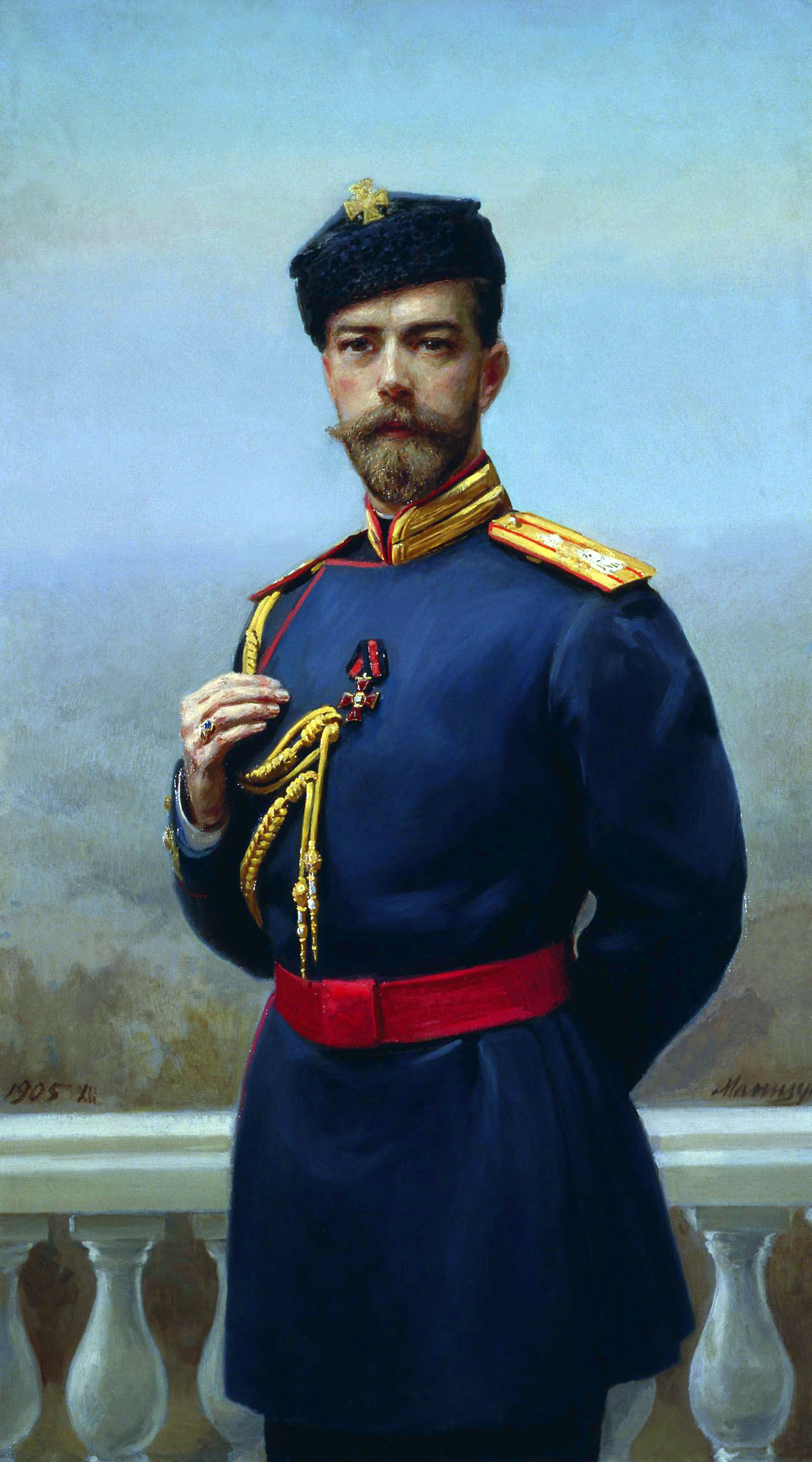
Mikołaj II w 1905 roku

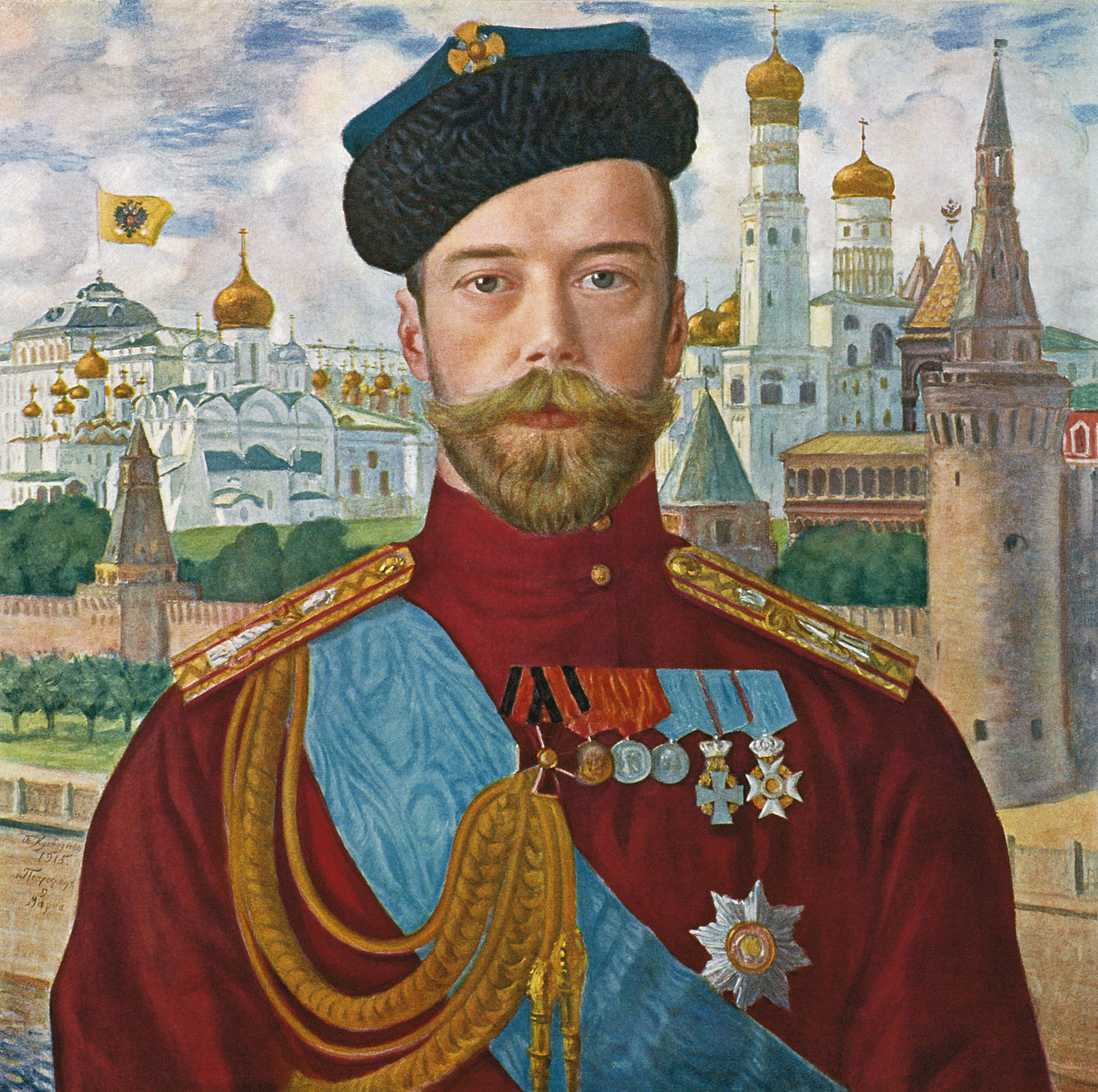
Car Mikołaj II, portret pędzla Borysa Kustodijewa, 1915

1 listopada?/13 listopada 1894 trumna z ciałem Aleksandra III dotarła do Petersburga; jej wjazdowi towarzyszył przejazd nowego cara z narzeczoną. Tydzień później odbył się ślub cara i jego narzeczonej, która po konwersji na prawosławie przyjęła imię Aleksandry Fiodorowny. Koronacja cesarska Mikołaja II odbyła się natomiast dopiero 14 maja?/26 maja 1896, po upływie okresu żałoby po zmarłym Aleksandrze III. Uroczystościom w soborze Zaśnięcia Matki Bożej w Moskwie przewodniczył metropolita petersburski i ładoski Palladiusz.

### Rządy

#### 1894–1906

Karykatura na sytuację polityczną w Europie z 1899 r. Miłołaj II rozpycha się butami. Cesarz II Rzeszy próbuje go zatrzymać.

Istnieją przesłanki dla twierdzenia, że Mikołaj II bezpośrednio po objęciu władzy rozważał powrót do liberalnej polityki swojego dziadka Aleksandra II. Z czasem jednak, ulegając wpływom głównego ideologa rosyjskiego konserwatyzmu Konstantina Pobiedonoscewa, opowiedział się po stronie tradycyjnego samowładztwa. 17 stycznia?/29 stycznia 1895, w czasie spotkania z delegacją ziemstw, wojsk kozackich, szlachty i miast, nazwał nadzieje przedstawicieli ziemstw na udział w rządzeniu państwem „bezsensownymi marzeniami”. Jak pisze Sobczak:

Wydaje się, że w rzeczywistości Mikołaj II w chwili objęcia tronu nie miał jeszcze jasno sprecyzowanego programu polityki wewnętrznej poza chęcią najlepszego służenia potrzebom i wielkości Rosji oraz swojej dynastii, co w jego rozumieniu było tożsame. Styl jego rządów można generalnie scharakteryzować jako przede wszystkim pragmatyczny (...). W życiu codziennym mniej lub bardziej racjonalne jego posunięcia i postanowienia wypływały ze zmieniających się sytuacji.

Początek panowania Mikołaja II jest związany z masową tragedią, jaką była panika na Chodynce w czasie festynu ludowego towarzyszącego koronacji nowego cesarza. Zginęło wówczas 1389 osób, a 1301 zostało rannych. Praktyczne zignorowanie problemu przez Mikołaja II i niepociągnięcie do odpowiedzialności winnych za tę tragedię doprowadziło do pogłębienia przepaści między carskim dworem a rosyjską opinią publiczną.
W polityce zagranicznej, nie bez wahań, kontynuował zawarte przez ojca przymierze z Francją i dążył do rozszerzenia wpływów rosyjskich na Bałkanach i w Azji. Nie godził się na żadną formę autonomii dla Kraju Nadwiślańskiego, jak od 1867 określano Królestwo Polskie.
W 1904 r. sprowokował wojnę z Japonią, która okazała się pasmem klęsk wojsk carskich i zakończyła się w 1905 japońskim zwycięstwem. Klęska na Dalekim Wschodzie przyczyniła się do wybuchu protestów społecznych, domagających się przeprowadzenia reform społeczno-politycznych. 9 stycznia?/22 stycznia 1905 wojsko krwawo rozproszyło pokojową demonstrację w Petersburgu, zorganizowaną przez Gieorgija Gapona. Dokładna liczba ofiar nie jest znana, podawane są dane o zabitych i rannych od 400 do 5000. Car przebywający podczas zajść poza Petersburgiem, w Carskim Siole, po powrocie przyjął 19 stycznia?/1 lutego 1905 zorganizowaną przez władze delegację robotników, którą według cytatu z gazety Nowosti dnia „uszczęśliwił” określeniem zdarzeń jako bolesnych, ale i buntowniczych. Zajścia Krwawej niedzieli bezpośrednio poprzedziły wybuch rewolucji roku 1905. W konsekwencji Mikołaj II zmuszony był poczynić pewne ustępstwa. 6 sierpnia?/19 sierpnia 1905 wydał manifest powołujący do życia Dumę Państwową, która w założeniu miała być jedynie organem doradczym cara. 17 października?/30 października 1905 wydał tzw. manifest październikowy, znoszący część ustaw represyjnych, m.in. pozwolił wtedy na przywrócenie języka polskiego w szkolnictwie Kongresówki. Wprowadził też wolności obywatelskie, m.in. wolność wyznania, wolność słowa, wolność stowarzyszeń. 23 kwietnia?/6 maja 1906 nadał Rosji konstytucję, która gwarantowała carowi prawo weta ustaw głosowanych w Dumie i zapewniała mu szereg innych prerogatyw (w tym mianowanie i odwoływanie rządu, decydowanie o wojnie i pokoju).

#### 1907–1917
Od 1907 coraz większe wpływy na dworze Mikołaja zdobywał Grigorij Rasputin, który miał w opinii pary carskiej ratować życie choremu na hemofilię następcy tronu.
26 kwietnia 1915, po zakończeniu II oblężenia Twierdzy Przemyśl car przybył do zdobytej twierdzy, oraz przebywał w Przemyślu, gdzie nocował w willi gen. Kusmanka.
Zmuszony przez Dumę Państwową i część wyższej generalicji armii czynnej, abdykował 2 marca?/15 marca 1917 w imieniu swoim i syna Aleksego na rzecz swojego brata, wielkiego księcia Michała, który jednak korony nie przyjął (później został zamordowany przez CzeKa).

### Uwięzienie i śmierć
Po abdykacji Mikołaj Romanow wraz ze swoją rodziną przebywał w areszcie domowym, początkowo w pałacu w Carskim Siole. Przyczynami aresztu była nienawiść społeczeństwa rosyjskiego wobec cara i jego rodziny, ogromny majątek carskiej rodziny, ale przede wszystkim zagrożenie dla władzy rewolucyjnej, jakie widział w nim Lenin. Roczne dochody z rosyjskich posiadłości ziemskich cara szacowano ówcześnie na ok. 42 mln dolarów (równowartość ok. 1 mld dolarów obecnie). Udziały cara w amerykańskich kolejach oszacowano na równowartość obecnie ok. 9 mld dolarów. Majątek stanowiły inne składniki, w tym również ogromne zbiory sztuki. Nowy rząd demokratyczny nie zgadzał się na wyjazd cara z Rosji. Car zamierzał wyemigrować do Anglii. Rząd Tymczasowy prowadził szczegółową inwentaryzację całego majątku cara, w tym również za granicą.
Później rodzina cesarza była przetrzymywana w Tobolsku, a w końcu w Jekaterynburgu. W mieście tym zostali uwięzieni w domu Nikołaja Ipatiewa – tzw. domu specjalnego przeznaczenia, otoczonym wysokim drewnianym płotem.

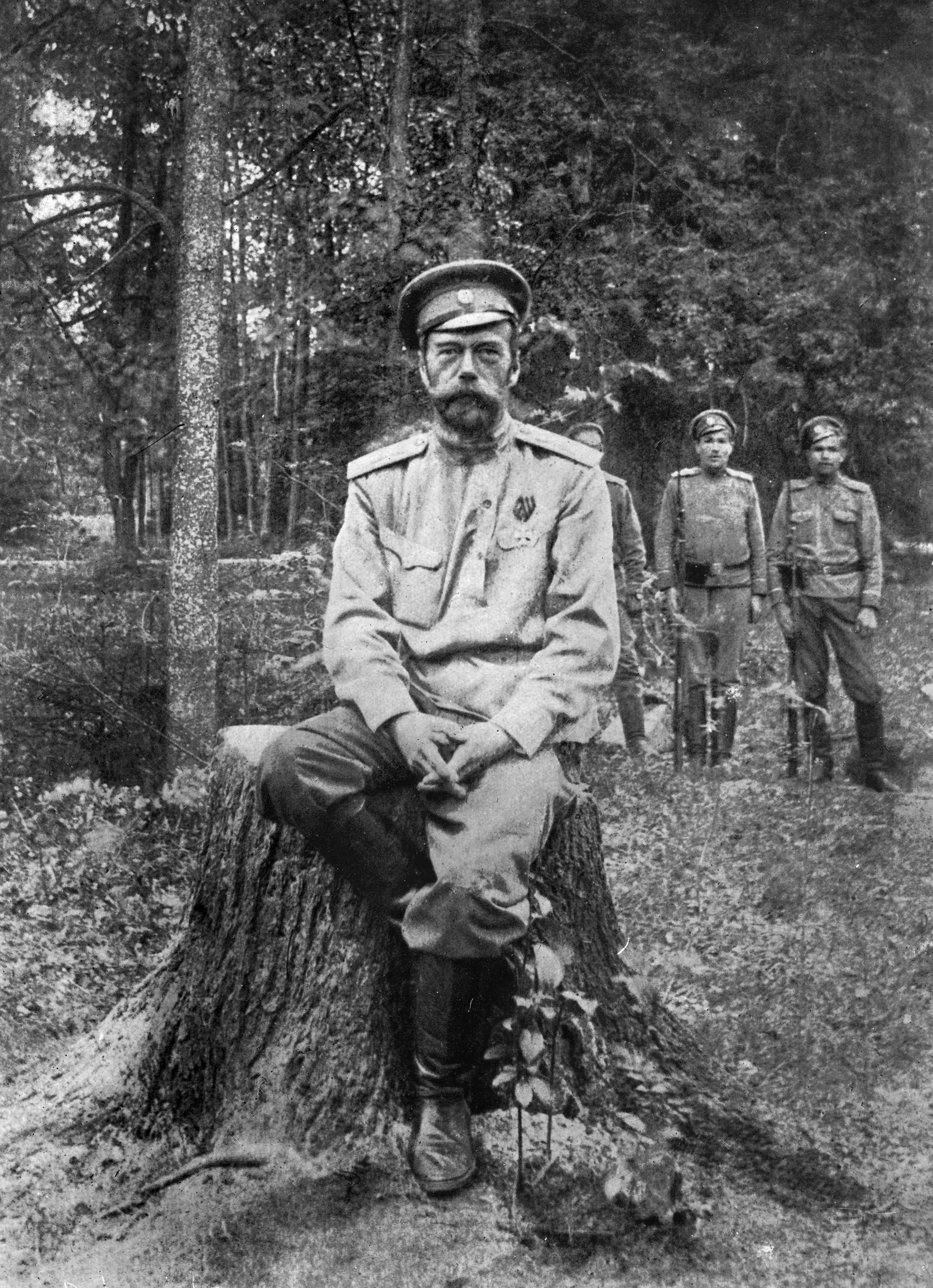
Car Mikołaj II po abdykacji

Decyzję o egzekucji rodziny carskiej podjęło kierownictwo bolszewików prawdopodobnie na początku lipca 1918. 12 lipca formalną decyzję o rozstrzelaniu podjął kontrolowany przez bolszewików Urałsowiet. 16 lipca zgodę wydał na polecenie Lenina – Jakow Swierdłow, przewodniczący Ogólnorosyjskiego Centralnego Komitetu Wykonawczego Rad. W tym czasie spodziewano się rychłego wejścia do Jekaterynburga wojsk Korpusu Czechosłowackiego i wojsk białej armii.
16 lipca 1918 cała rodzina położyła się spać około godziny 23. Krótko po północy, już 17 lipca, dowódca domu – Jakow Jurowski obudził całą rodzinę i kazał wszystkim zejść do piwnicy, rzekomo z powodu grożącego im niebezpieczeństwa. Zgodnie z poleceniem Jurowskiego cała rodzina – cesarz, jego żona, cztery córki oraz syn, a także przyboczny lekarz doktor Jewgienij Botkin oraz trzy osoby z dobrowolnej służby: kucharz Iwan Charitonow, kamerdyner Aleksiej Trupp i pokojówka Anna Diemidowa, znaleźli się w małym pokoiku w piwnicy domu Ipatiewa.
Jurowski zgodził się przynieść dwa krzesła, na których zasiedli Aleksandra Fiodorowna oraz słabowity carewicz Aleksy. Po odczytaniu przez Jurowskiego uzgodnionego wcześniej tekstu podanego jako wyrok, wszystkie zgromadzone osoby zostały zabite – zastrzelone lub postrzelone i dobite bagnetami – przez Jurowskiego, M.A. Miedwiediewa (członek kolegium Uralskiego Komitetu Centralnego), G.P. Nikulina (zastępca Jurowskiego), P.Z. Jermakowa (komendanta ochrony) i szeregowych ochroniarzy, co do których istnieją niepotwierdzone wersje, iż byli wśród nich Węgrzy lub Łotysze. Według niektórych źródeł jednym z nich był były jeniec z armii austro-węgierskiej – Imre Nagy – identyfikowany czasem jako przyszły premier Węgier podczas rewolucji budapeszteńskiej w 1956 roku. Informacja ta jest podawana w wątpliwość, m.in. ze względu na popularność nazwiska Nagy na Węgrzech.
Ciała zostały następnie załadowane na samochód ciężarowy i wywiezione do lasu, na uroczysko „Czterej bracia”. Tam zwłoki zostały rozebrane (w czasie tej czynności na ziemię wysypywało się wiele drogocennych kamieni zaszytych w ubraniach członków rodziny carskiej), oblane kwasem, poćwiartowane i wrzucone do nieczynnych szybów, które znajdowały się na polanie po dawnej kopalni rudy żelaza. Według relacji z ekshumacji przeprowadzonej 13 lipca 1991 w kopalni, po odkryciu w niej szczątków, nie znaleziono ludzkich kości wskazujących na złożenie w niej ciał Aleksego i Anastazji lub Marii, najmłodszych potomków monarchy. Szczątki Aleksego i Marii zostały znalezione w 2007 roku w Rosji, potwierdziły to testy DNA zrobione w USA. Zostały pochowane z resztą rodziny carskiej. Rosyjski Kościół Prawosławny jednakże do dziś nie uznał prawdziwości odnalezionych szczątków.

### Teorie spiskowe dotyczące śmierci Mikołaja II
Po śmierci carskiej rodziny pojawiły się wśród rosyjskiej „białej” emigracji teorie spiskowe o rzekomym „morderstwie rytualnym dokonanym przez Żydów na carze i jego rodzinie”. Szczególną popularność zyskały w nacjonalistycznych kręgach rosyjskiej „białej” emigracji. Propaganda bolszewicka nieszczególnie z tym walczyła, bo tak naprawdę odpowiadało to zleceniodawcy zbrodni, czyli Leninowi i jej wykonawcom – czekistom. Śledczy po zbadaniu dowodów już dwa razy odrzucili takie hipotezy, jednak Rosyjski Kościół Prawosławny nie uznał wyników śledztw, a niektórzy jego hierarchowie uznają te teorie spiskowe za prawdziwe.

## Tytuły, zwroty, odznaczenia i herb

### Tytuły i zwroty
- 18 maja 1868 – 13 marca 1881: Jego Cesarska Mość Wielki Książę Mikołaj Aleksandrowicz Rosyjski
- 13 marca 1881 – 1 listopada 1894: Jego Cesarska Mość Cesarzewicz Rosji
- 1 listopada 1894 – 15 marca 1917: Jego Cesarska Mość Cesarz i Samodzierżca Wszechrosji

Pełny tytuł Mikołaja II jako cesarza, opisany jest w 59. artykule Konstytucji z 1906: „Z Bożej Łaski, My Mikołaj, Cesarz i Samodzierżca Wszechrosyjski, Moskiewski, Kijowski, Włodzimierski, Nowogrodzki; Car Kazański, Astrachański, Polski, Syberyjski, Car Chersonezu Taurydzkiego, Pan Pskowski, i Wielki Książę Smoleński, Litewski, Wołyński, Podolski i Fiński; Estoński, Inflancki, Kurlandzki i Semigalski, Żmudzki, Białostocki, Karelski, Twerski, Jugorski, Permski, Wiacki, Bołgarski i innych; Suweren i Wielki Książę Niżnonowogrodzki, Czernihowski, Riazański, Połocki, Rostowski, Jarosławski, Biełozierski, Udorski, Obdorski, Kondyjski, Witebski, Mścisławski, Zdobywca Całej Północy, Suweren i Pan Iberyjski, Kartlijski, ziem Kabardyńskich i prowincji Armeńskich: dziedziczny Suweren i Zdobywca Czerkieskich i Górskich Książąt i innych; Suweren Turkiestański, Dziedzic Norweski, Książę Szlezwiku-Holsztyna, Sztormarn, Dithmarschen i Oldenburga, i tak dalej, i tak dalej, i tak dalej.”

### Odznaczenia

#### Rosyjskie
- Order Świętego Andrzeja (20 maja 1868/nadany w dniu chrztu)
- Order Świętego Aleksandra Newskiego (20 maja 1868/nadany w dniu chrztu)
- Order Orła Białego (20 maja 1868/nadany w dniu chrztu)
- Order Świętej Anny 1. klasy (20 maja 1868/nadany w dniu chrztu)
- Order Świętego Stanisława 1. klasy (20 maja 1868/nadany w dniu chrztu)
- Order Świętego Włodzimierza 4. klasy (30 sierpnia 1890)
- Order Świętego Jerzego 4. klasy (25 października 1915)

#### Zagraniczne
- Meklemburgia-Strzelce: Krzyż Wielki Orderu Korony Wendyjskiej (9 stycznia 1879)
- Holandia: Krzyż Wielki Orderu Lwa Niderlandzkiego (15 marca 1881)
- Oldenburg: Krzyż Wielki Orderu Domowego i Zasługi Księcia Piotra Fryderyka Ludwika (15 kwietnia 1881)
- Japonia: Order Wschodzącego Słońca, Wielka Wstęga Kwiatów Paulowni (4 września 1882)
- Badenia: Wielki Krzyż Orderu Wierności (15 maja 1883)
- Hiszpania: Order Złotego Runa (15 maja 1883)
- Portugalia: Krzyż Wielki Orderu Chrystusa (15 maja 1883)
- Saksonia-Weimar-Eisenach: Order Sokoła Białego (15 maja 1883)
- Szwecja: Rycerz Orderu Królewskiego Serafinów (19 maja 1883)
- Hesja: Krzyż Wielki Orderu Ludwika (2 maja 1884)
- Bawaria: Rycerz Orderu Świętego Huberta (6 maja 1884)
- Belgia: Wielka Wstęga Orderu Leopolda (6 maja 1884)
- Bułgaria: Krzyż Wielki Orderu Świętego Aleksandra (6 maja 1884)
- Grecja: Krzyż Wielki Orderu Zbawiciela (6 maja 1884)
- Dania: Rycerz Orderu Słonia (6 maja 1884)
- Francja: Krzyż Wielki Legii Honorowej (6 maja 1884)
- Stolica Apostolska: Krzyż Wielki Orderu Rycerskiego Grobu Bożego w Jerozolimie (Pariarchat Jerozolimski) (6 maja 1884)
- Węgry: Krzyż Wielki Orderu Świętego Stefana (6 maja 1884)[43]
- Włochy: Order Najświętszego Zwiastowania (6 maja 1884)
- Włochy: Krzyż Wielki Orderu Świętych Maurycego i Łazarza (6 maja 1884)
- Włochy: Krzyż Wielki Orderu Korony Włoch (6 maja 1884)
- Prusy: Order Orła Czarnego (6 maja 1884)
- Rumunia: Krzyż Wielki z Łańcuchem Orderu Gwiazdy Rumunii
- Wirtembergia: Krzyż Wielki Orderu Korony Wirtemberskiej (6 maja 1884)
- Imperium Osmańskie: Krzyż Wielki Orderu Osmana (28 lipca 1884)
- Persja: Portret Szacha Perskiego (28 lipca 1884)
- Cesarstwo Brazylii: Krzyż Wielki Orderu Krzyża Południa (19 września 1884)
- Buchara: Order Szlachetnej Buchary (2 listopada 1885) z diamentami (27 lutego 1889)
- Tajlandia: Rycerz Orderu Domowego Chakri (8 marca 1891)
- Buchara: Order Korony z brylantami (21 listopada 1893)
- Wielka Brytania: Rycerz Orderu Podwiązki (1893)
- Dania: Order Danebroga (1894)
- Etiopia: Order Pieczęci Salomona 1. klasy (30 czerwca 1895)
- Chiny: Order Podwójnego Smoka wysadzany diamentami (22 kwietnia 1896)
- Buchara: Order Słońca Aleksandra (18 maja 1898)
- Wielka Brytania: Krzyż Wielki Orderu Łaźni
- Wielka Brytania: Krzyż Wielki Królewskiego Orderu Wiktoriańskiego (1904)
- Wielka Brytania: Królewski Łańcuch Wiktoriański (1904)
- Rumunia: Order Karola I (15 czerwca 1906)
- Szwecja: Łańcuch Orderu Królewskiego Serafinów (12 maja 1908)
- Mongolia: Order Cennego Pręta (1913)
- Serbia: Order Świętego Sawy
- Włochy: Złoty Medal Wojskowej Odwagi (1916)
- Bułgaria: Order Świętych Cyryla i Metodego
- Czarnogóra: Krzyż Wielki Orderu Księcia Daniły I

i inne.

## Genealogia
| Prapradziadkowie                                                                    | Cesarz Imperium Rosyjskiego Paweł I Romanow (1754–1801) ∞ 1776 Maria Fiodorowna1) (1759–1828)          | król Prus Fryderyk Wilhelm III Hohenzollern (1770–1840) ∞ 1793 Luiza z Meklemburgii-Strelitz (1776–1810) | wielki książę Hesji Ludwik I Heski (1753–1830) ∞ 1777 Luiza Henryka Heska (1761–1829)                  | Karol Ludwik Badeński (1755–1801) ∞ 1774 Amalia Fryderyka Heska (1754–1832)                            | Fryderyk Karol ze Szlezwiku-Holsztyna-Sonderburg-Beck (1757–1816) ∞1780 Fryderyka Amalia Schlieben (1757–1827)                     | landgraf Karol z Hesji-Kassel (1744–1836) ∞1766 Luiza Oldenburg (1750–1831)                                                        | Fryderyk z Hesji-Kassel (1747–1837) ∞1786 Karolina z Nassau-Usingen (1762–1823)                      | książę Fryderyk Oldenburg (1753–1805) ∞1774 Zofia z Meklemburgii-Schwerinu (1758–1794)               |
| Pradziadkowie                                                                       | Cesarz Imperium Rosyjskiego Mikołaj I Romanow (1796–1855) ∞ 1817 Aleksandra Fiodorowna2) (1798–1860)   | Cesarz Imperium Rosyjskiego Mikołaj I Romanow (1796–1855) ∞ 1817 Aleksandra Fiodorowna2) (1798–1860)     | wielki książę Hesji Ludwik II Heski (1777–1848) ∞ 1804 Wilhelmina Badeńska (1788–1836)                 | wielki książę Hesji Ludwik II Heski (1777–1848) ∞ 1804 Wilhelmina Badeńska (1788–1836)                 | książę Fryderyk Wilhelm ze Szlezwika-Holsztynu-Sonderburga-Glücksburga (1785–1831) ∞1810 Luiza Karolina z Hesji-Kassel (1789–1867) | książę Fryderyk Wilhelm ze Szlezwika-Holsztynu-Sonderburga-Glücksburga (1785–1831) ∞1810 Luiza Karolina z Hesji-Kassel (1789–1867) | landgraf Wilhelm Heski (1787–1867) ∞1810 Luiza Charlotta Oldenburg (1789–1864)                       | landgraf Wilhelm Heski (1787–1867) ∞1810 Luiza Charlotta Oldenburg (1789–1864)                       |
| Dziadkowie                                                                          | Cesarz Imperium Rosyjskiego Aleksander II Romanow (1818–1881) ∞ 1841 Maria Aleksandrowna3) (1824–1880) | Cesarz Imperium Rosyjskiego Aleksander II Romanow (1818–1881) ∞ 1841 Maria Aleksandrowna3) (1824–1880)   | Cesarz Imperium Rosyjskiego Aleksander II Romanow (1818–1881) ∞ 1841 Maria Aleksandrowna3) (1824–1880) | Cesarz Imperium Rosyjskiego Aleksander II Romanow (1818–1881) ∞ 1841 Maria Aleksandrowna3) (1824–1880) | Król Danii Chrystian IX Glücksburg (1818–1906) ∞1842 Luiza z Hesji-Kassel (1817–1898)                                              | Król Danii Chrystian IX Glücksburg (1818–1906) ∞1842 Luiza z Hesji-Kassel (1817–1898)                                              | Król Danii Chrystian IX Glücksburg (1818–1906) ∞1842 Luiza z Hesji-Kassel (1817–1898)                | Król Danii Chrystian IX Glücksburg (1818–1906) ∞1842 Luiza z Hesji-Kassel (1817–1898)                |
| Rodzice                                                                             | Cesarz Imperium Rosyjskiego Aleksander III Romanow (1845–1894) ∞ 1866 Maria Fiodorowna4) (1847–1928)   | Cesarz Imperium Rosyjskiego Aleksander III Romanow (1845–1894) ∞ 1866 Maria Fiodorowna4) (1847–1928)     | Cesarz Imperium Rosyjskiego Aleksander III Romanow (1845–1894) ∞ 1866 Maria Fiodorowna4) (1847–1928)   | Cesarz Imperium Rosyjskiego Aleksander III Romanow (1845–1894) ∞ 1866 Maria Fiodorowna4) (1847–1928)   | Cesarz Imperium Rosyjskiego Aleksander III Romanow (1845–1894) ∞ 1866 Maria Fiodorowna4) (1847–1928)                               | Cesarz Imperium Rosyjskiego Aleksander III Romanow (1845–1894) ∞ 1866 Maria Fiodorowna4) (1847–1928)                               | Cesarz Imperium Rosyjskiego Aleksander III Romanow (1845–1894) ∞ 1866 Maria Fiodorowna4) (1847–1928) | Cesarz Imperium Rosyjskiego Aleksander III Romanow (1845–1894) ∞ 1866 Maria Fiodorowna4) (1847–1928) |
| Mikołaj II Romanow (ur. 6 maja 1868, zm. 17 lipca 1918) Cesarz Imperium Rosyjskiego | | | | | | | | |
| Żona                                                                                | ∞ 1894 Alicja Wiktoria Heska (ur. 6 czerwca 1872, zm. 17 lipca 1918)                                   | ∞ 1894 Alicja Wiktoria Heska (ur. 6 czerwca 1872, zm. 17 lipca 1918)                                     | ∞ 1894 Alicja Wiktoria Heska (ur. 6 czerwca 1872, zm. 17 lipca 1918)                                   | ∞ 1894 Alicja Wiktoria Heska (ur. 6 czerwca 1872, zm. 17 lipca 1918)                                   | ∞ 1894 Alicja Wiktoria Heska (ur. 6 czerwca 1872, zm. 17 lipca 1918)                                                               | ∞ 1894 Alicja Wiktoria Heska (ur. 6 czerwca 1872, zm. 17 lipca 1918)                                                               | ∞ 1894 Alicja Wiktoria Heska (ur. 6 czerwca 1872, zm. 17 lipca 1918)                                 | ∞ 1894 Alicja Wiktoria Heska (ur. 6 czerwca 1872, zm. 17 lipca 1918)                                 |
| Dzieci                                                                              | Olga Nikołajewna Romanowa (ur. 15 listopada 1895, zm. 17 lipca 1918)                                   | Olga Nikołajewna Romanowa (ur. 15 listopada 1895, zm. 17 lipca 1918)                                     | Tatiana Nikołajewna Romanowa (ur. 10 czerwca 1897, zm. 17 lipca 1918)                                  | Tatiana Nikołajewna Romanowa (ur. 10 czerwca 1897, zm. 17 lipca 1918)                                  | Maria Nikołajewna Romanowa (ur. 26 czerwca 1899, zm. 17 lipca 1918)                                                                | Anastazja Nikołajewna Romanowa (ur. 18 czerwca 1901, zm. 17 lipca 1918)                                                            | Anastazja Nikołajewna Romanowa (ur. 18 czerwca 1901, zm. 17 lipca 1918)                              | Aleksy Mikołajewicz Romanow (ur. 12 sierpnia 1904, zm. 17 lipca 1918)                                |

1. właściwie: Zofia Dorota Wirtemberska.
2. właściwie: Fryderyka Luisa Charlotta Wilhelmina Hohenzollern.
3. właściwie: Maksymiliana Wilhelmina Maria z Hesji-Darmstadt.
4. właściwie: Maria Zofia Fryderyka Dagmara.

## Dziedziczenie hemofilii
| car Aleksander II Romanow | car Aleksander II Romanow | car Aleksander II Romanow | car Aleksander II Romanow | car Aleksander II Romanow | car Aleksander II Romanow |                            |                            |                            |                            |                            |                            | Maria Aleksandrowna | Maria Aleksandrowna | Maria Aleksandrowna | Maria Aleksandrowna | Maria Aleksandrowna    | Maria Aleksandrowna    |                        |                        | Chrystian IX Glücksburg | Chrystian IX Glücksburg | Chrystian IX Glücksburg | Chrystian IX Glücksburg | Chrystian IX Glücksburg | Chrystian IX Glücksburg |                  |                  |                  |                  |                  |                  | Luiza z Hesji-Kassel | Luiza z Hesji-Kassel | Luiza z Hesji-Kassel | Luiza z Hesji-Kassel | Luiza z Hesji-Kassel              | Luiza z Hesji-Kassel |  |  | Karol Heski | Karol Heski | Karol Heski | Karol Heski | Karol Heski | Karol Heski |                 |                 |                 |                 |                 |                 | Elżbieta Pruska | Elżbieta Pruska | Elżbieta Pruska | Elżbieta Pruska | Elżbieta Pruska                              | Elżbieta Pruska                              |                                              |                                              | Albert z Saksonii-Coburg-Gotha               | Albert z Saksonii-Coburg-Gotha               | Albert z Saksonii-Coburg-Gotha | Albert z Saksonii-Coburg-Gotha | Albert z Saksonii-Coburg-Gotha | Albert z Saksonii-Coburg-Gotha |                                      |                                      |                                      |                                      |                                      |                                      | królowa Wiktoria Hanowerska (hemofilia-nosicielka) | królowa Wiktoria Hanowerska (hemofilia-nosicielka) | królowa Wiktoria Hanowerska (hemofilia-nosicielka) | królowa Wiktoria Hanowerska (hemofilia-nosicielka) | królowa Wiktoria Hanowerska (hemofilia-nosicielka) | królowa Wiktoria Hanowerska (hemofilia-nosicielka) |  |  |  |  |  |  |  |  |
| car Aleksander II Romanow | car Aleksander II Romanow | car Aleksander II Romanow | car Aleksander II Romanow | car Aleksander II Romanow | car Aleksander II Romanow |                            |                            |                            |                            |                            |                            | Maria Aleksandrowna | Maria Aleksandrowna | Maria Aleksandrowna | Maria Aleksandrowna | Maria Aleksandrowna    | Maria Aleksandrowna    |                        |                        | Chrystian IX Glücksburg | Chrystian IX Glücksburg | Chrystian IX Glücksburg | Chrystian IX Glücksburg | Chrystian IX Glücksburg | Chrystian IX Glücksburg |                  |                  |                  |                  |                  |                  | Luiza z Hesji-Kassel | Luiza z Hesji-Kassel | Luiza z Hesji-Kassel | Luiza z Hesji-Kassel | Luiza z Hesji-Kassel              | Luiza z Hesji-Kassel |  |  | Karol Heski | Karol Heski | Karol Heski | Karol Heski | Karol Heski | Karol Heski |                 |                 |                 |                 |                 |                 | Elżbieta Pruska | Elżbieta Pruska | Elżbieta Pruska | Elżbieta Pruska | Elżbieta Pruska                              | Elżbieta Pruska                              |                                              |                                              | Albert z Saksonii-Coburg-Gotha               | Albert z Saksonii-Coburg-Gotha               | Albert z Saksonii-Coburg-Gotha | Albert z Saksonii-Coburg-Gotha | Albert z Saksonii-Coburg-Gotha | Albert z Saksonii-Coburg-Gotha |                                      |                                      |                                      |                                      |                                      |                                      | królowa Wiktoria Hanowerska (hemofilia-nosicielka) | królowa Wiktoria Hanowerska (hemofilia-nosicielka) | królowa Wiktoria Hanowerska (hemofilia-nosicielka) | królowa Wiktoria Hanowerska (hemofilia-nosicielka) | królowa Wiktoria Hanowerska (hemofilia-nosicielka) | królowa Wiktoria Hanowerska (hemofilia-nosicielka) |  |  |  |  |  |  |  |  |
|                           |                           |                           |                           |                           |                           |                            |                            |                            |                            |                            |                            |                     |                     |                     |                     |                        |                        |                        |                        |                         |                         |                         |                         |                         |                         |                  |                  |                  |                  |                  |                  |                      |                      |                      |                      |                                   |                      |  |  |             |             |             |             |             |             |                 |                 |                 |                 |                 |                 |                 |                 |                 |                 |                                              |                                              |                                              |                                              |                                              |                                              |                                |                                |                                |                                |                                      |                                      |                                      |                                      |                                      |                                      |                                                    |                                                    |                                                    |                                                    |                                                    |                                                    |  |  |  |  |  |  |  |  |
|                           |                           |                           |                           |                           |                           | car Aleksander III Romanow | car Aleksander III Romanow | car Aleksander III Romanow | car Aleksander III Romanow | car Aleksander III Romanow | car Aleksander III Romanow |                     |                     |                     |                     |                        |                        |                        |                        |                         |                         |                         |                         |                         |                         | Maria Fiodorowna | Maria Fiodorowna | Maria Fiodorowna | Maria Fiodorowna | Maria Fiodorowna | Maria Fiodorowna |                      |                      |                      |                      |                                   |                      |  |  |             |             |             |             |             |             | Ludwik IV Heski | Ludwik IV Heski | Ludwik IV Heski | Ludwik IV Heski | Ludwik IV Heski | Ludwik IV Heski |                 |                 |                 |                 |                                              |                                              |                                              |                                              |                                              |                                              |                                |                                |                                |                                | Alicja Koburg (hemofilia-nosicielka) | Alicja Koburg (hemofilia-nosicielka) | Alicja Koburg (hemofilia-nosicielka) | Alicja Koburg (hemofilia-nosicielka) | Alicja Koburg (hemofilia-nosicielka) | Alicja Koburg (hemofilia-nosicielka) |                                                    |                                                    |                                                    |                                                    |                                                    |                                                    |  |  |  |  |  |  |  |  |
|                           |                           |                           |                           |                           |                           | car Aleksander III Romanow | car Aleksander III Romanow | car Aleksander III Romanow | car Aleksander III Romanow | car Aleksander III Romanow | car Aleksander III Romanow |                     |                     |                     |                     |                        |                        |                        |                        |                         |                         |                         |                         |                         |                         | Maria Fiodorowna | Maria Fiodorowna | Maria Fiodorowna | Maria Fiodorowna | Maria Fiodorowna | Maria Fiodorowna |                      |                      |                      |                      |                                   |                      |  |  |             |             |             |             |             |             | Ludwik IV Heski | Ludwik IV Heski | Ludwik IV Heski | Ludwik IV Heski | Ludwik IV Heski | Ludwik IV Heski |                 |                 |                 |                 |                                              |                                              |                                              |                                              |                                              |                                              |                                |                                |                                |                                | Alicja Koburg (hemofilia-nosicielka) | Alicja Koburg (hemofilia-nosicielka) | Alicja Koburg (hemofilia-nosicielka) | Alicja Koburg (hemofilia-nosicielka) | Alicja Koburg (hemofilia-nosicielka) | Alicja Koburg (hemofilia-nosicielka) |                                                    |                                                    |                                                    |                                                    |                                                    |                                                    |  |  |  |  |  |  |  |  |
|                           |                           |                           |                           |                           |                           |                            |                            |                            |                            |                            |                            |                     |                     |                     |                     | car Mikołaj II Romanow | car Mikołaj II Romanow | car Mikołaj II Romanow | car Mikołaj II Romanow | car Mikołaj II Romanow  | car Mikołaj II Romanow  |                         |                         |                         |                         |                  |                  |                  |                  |                  |                  |                      |                      |                      |                      |                                   |                      |  |  |             |             |             |             |             |             |                 |                 |                 |                 |                 |                 |                 |                 |                 |                 | Alicja Wiktoria Heska (hemofilia-nosicielka) | Alicja Wiktoria Heska (hemofilia-nosicielka) | Alicja Wiktoria Heska (hemofilia-nosicielka) | Alicja Wiktoria Heska (hemofilia-nosicielka) | Alicja Wiktoria Heska (hemofilia-nosicielka) | Alicja Wiktoria Heska (hemofilia-nosicielka) |                                |                                |                                |                                |                                      |                                      |                                      |                                      |                                      |                                      |                                                    |                                                    |                                                    |                                                    |                                                    |                                                    |  |  |  |  |  |  |  |  |
|                           |                           |                           |                           |                           |                           |                            |                            |                            |                            |                            |                            |                     |                     |                     |                     | car Mikołaj II Romanow | car Mikołaj II Romanow | car Mikołaj II Romanow | car Mikołaj II Romanow | car Mikołaj II Romanow  | car Mikołaj II Romanow  |                         |                         |                         |                         |                  |                  |                  |                  |                  |                  |                      |                      |                      |                      |                                   |                      |  |  |             |             |             |             |             |             |                 |                 |                 |                 |                 |                 |                 |                 |                 |                 | Alicja Wiktoria Heska (hemofilia-nosicielka) | Alicja Wiktoria Heska (hemofilia-nosicielka) | Alicja Wiktoria Heska (hemofilia-nosicielka) | Alicja Wiktoria Heska (hemofilia-nosicielka) | Alicja Wiktoria Heska (hemofilia-nosicielka) | Alicja Wiktoria Heska (hemofilia-nosicielka) |                                |                                |                                |                                |                                      |                                      |                                      |                                      |                                      |                                      |                                                    |                                                    |                                                    |                                                    |                                                    |                                                    |  |  |  |  |  |  |  |  |
|                           |                           |                           |                           |                           |                           |                            |                            |                            |                            |                            |                            |                     |                     |                     |                     |                        |                        |                        |                        |                         |                         |                         |                         |                         |                         |                  |                  |                  |                  |                  |                  |                      |                      |                      |                      | carewicz Aleksy (hemofilia-chory) |                      |  |  |             |             |             |             |             |             |                 |                 |                 |                 |                 |                 |                 |                 |                 |                 |                                              |                                              |                                              |                                              |                                              |                                              |                                |                                |                                |                                |                                      |                                      |                                      |                                      |                                      |                                      |                                                    |                                                    |                                                    |                                                    |                                                    |                                                    |  |  |  |  |  |  |  |  |

## Wybrane filmy o Mikołaju II
- 1971: Mikołaj i Aleksandra
- 2000: Carska rodzina Romanowów
- 2017: Matylda, opowiadająca o romansie carewicza Mikołaja z Matyldą Krzesińską
- 2019: Ostatni carowie, miniserial na platformie Netflix[45]